# Bersarinplatz
La Bersarinplatz est une place située dans le quartier de Friedrichshain, arrondissement de Friedrichshain-Kreuzberg, à Berlin en Allemagne.

## Histoire
La disposition de la place remonte aux plans d'aménagement Hobrecht de 1862 et 1882. En 1895, la zone de circulation est officiellement désignée sous le nom de Baltenplatz, nom qu'elle conserve jusqu'en 1947, année où elle est baptisée en l'honneur de Nikolai Bersarin, le premier commandant soviétique de la ville en 1945. Après des  discussions controversées dans les années 1990 sur le rôle de Bersarin dans l'histoire de la ville, le Sénat de Berlin a décidé de conserver ce nom.

## Situation
La place ovale d'une superficie totale d'environ 10 500 m2 forme un point de passage entre la Petersburger Straße, qui s'étend dans le sens nord-sud, et le Weidenweg, qui s'étend en diagonale dans le sens nord-est-ouest. La Rigaer Straße mène vers l'est et la Thaerstraße au nord-est. On y trouve les lignes de tramway M10 et 21.

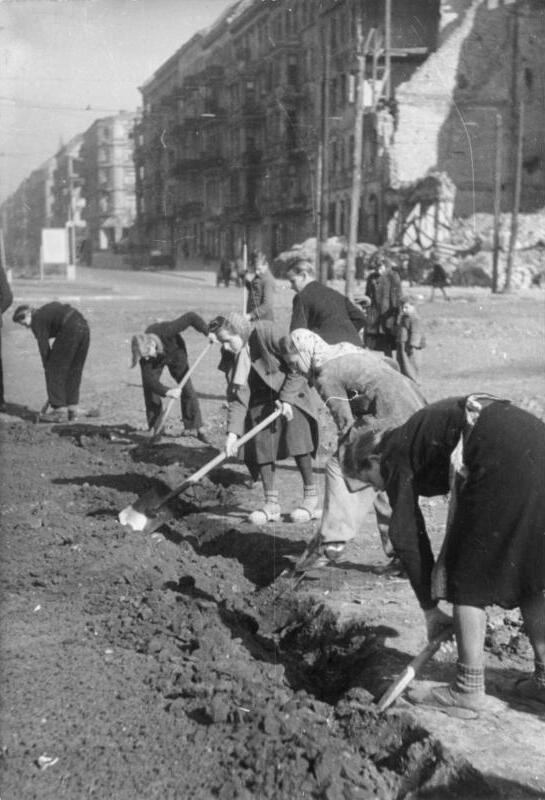
Des jeunes gens cultivent des légumes sur la place, 1946.
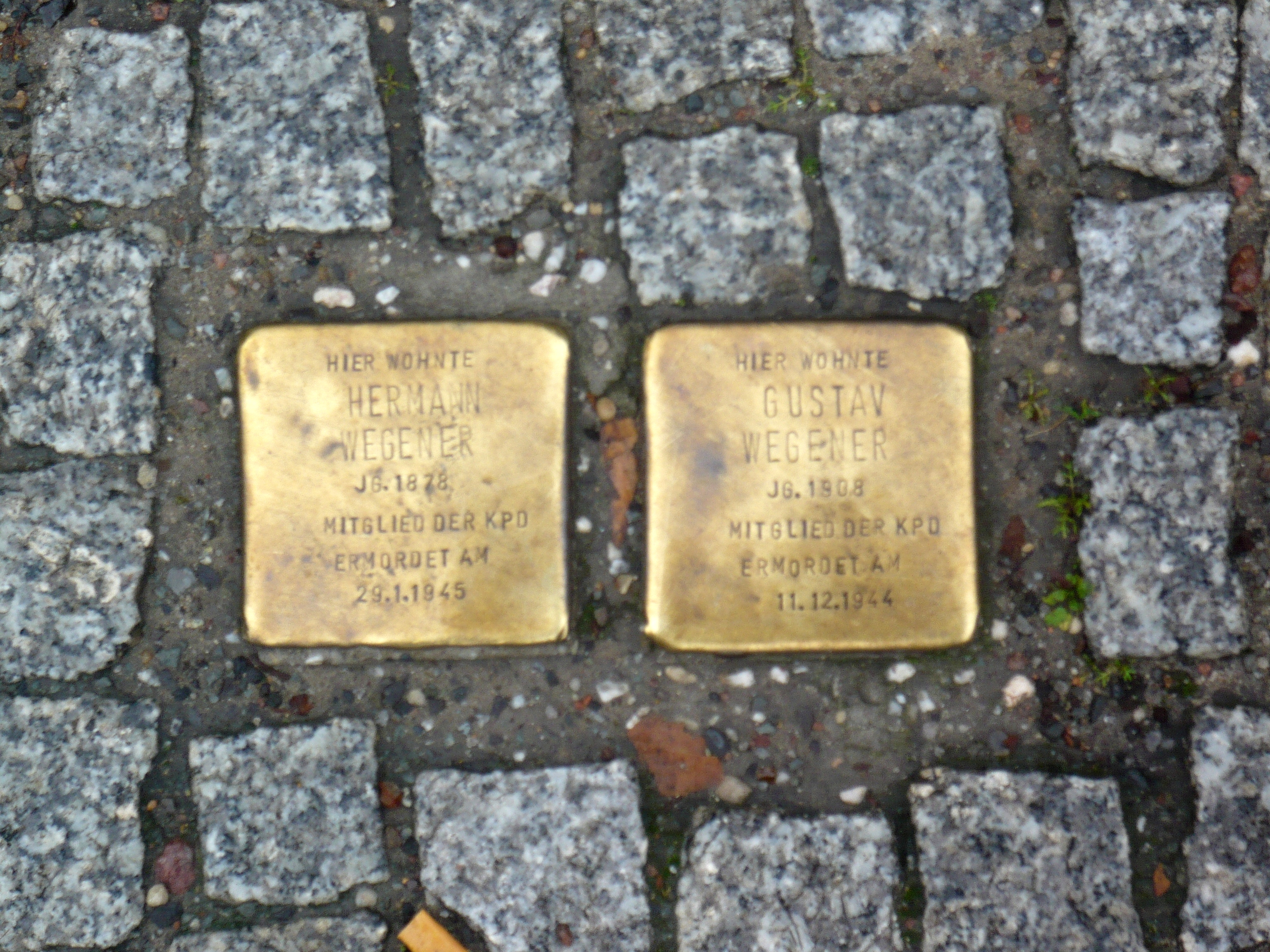
Stolpersteine sur la place.
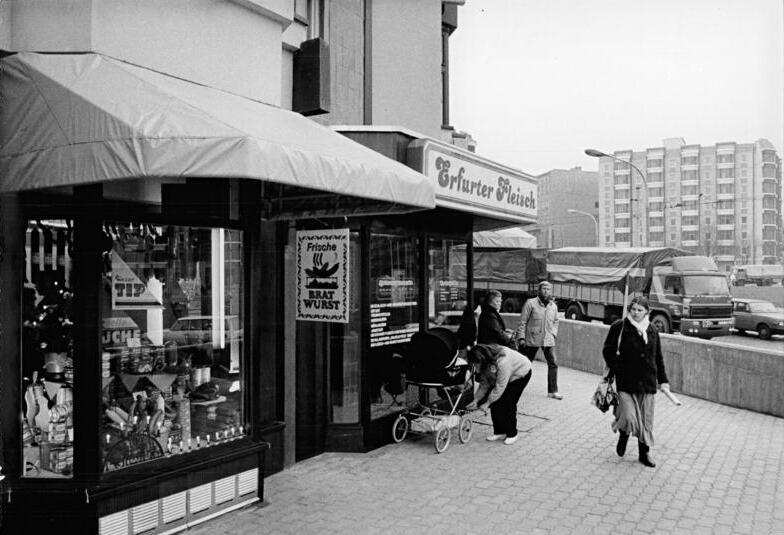
Boucherie, 1946.
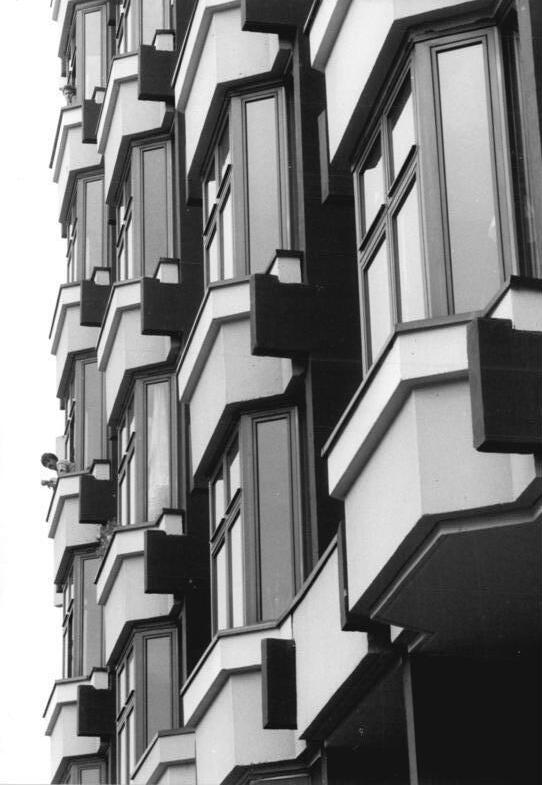
Façade de bâtiment résidentiel, 1987.
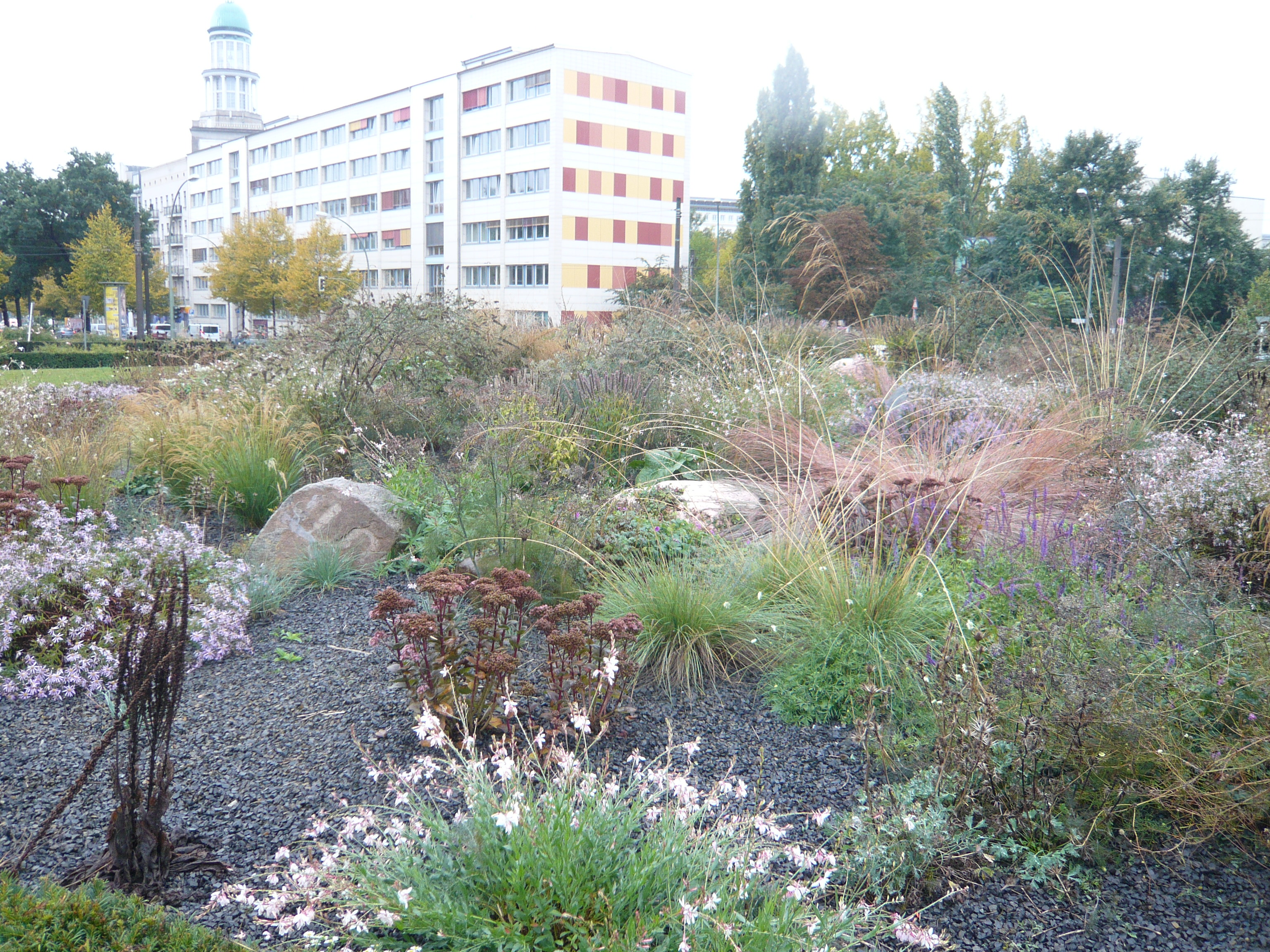
Jardin sur la place ; à l'arrière-plan, l'ancienne mairie et une des tours de la Frankfurter Tor.